# 札幌静修高等学校
札幌静修高等学校（さっぽろせいしゅうこうとうがっこう）は、北海道札幌市中央区に所在する私立高等学校である。
大正期に女学校として開校以来、女子校であったが、1999年から2000年にかけて男女共学化し、2021年より新理事長として西辻一真氏を迎え、2023年より通信制課程を開始した。2024年より現校舎と同じ場所に校舎の解体・改築・新築工事を開始している。

## 概要
札幌国際大学短期大学部（旧称：静修短期大学）とは、元は同じ学校法人であったが、1976年に学校法人札幌静修学園として分離し、現在はほぼ無関係である。
現校舎にはグラウンドが無いため、校内大会には札幌市円山競技場や北海道立総合体育センターを使用する。2025年に発表された校舎改築プランには本校舎の場所に商業施設が建ち、その屋上をグラウンドとする計画となっている。
西辻一真氏を理事長と迎え、経営強化を行う中で「登校時におにぎりを配布するプロジェクト」や「学生起業家を育成する道場」や「病院や企業への研修を増やすソーシャルグッド探検隊」といったユニークな取組を増やしており、学生数も3年連続定員を超えた入学制を迎える状態を維持している。
また50年以上経つ校舎を郊外に移転することなく、同じ場所で新築の校舎を中心として地域の学校を中心とした再開発プランを2025年に発表をした。校舎の完全利用は2027年度からを予定しており、現在は新設の体育館の利用ができる状態になっている。

## 沿革
- 1922年（大正11年）- 札幌静修会女学校として中島にて開校[1]。札幌区立高等女学校（北海道札幌東高等学校の前身）の同窓会組織「静修会」により創設。
- 1923年（大正12年）- 校舎を建設し現在地へ移転[1]。
- 1933年（昭和8年）- 文部省より職業学校規定による実業学校として認可され、札幌静修女学校へ校名変更[1]。
- 1946年（昭和21年）- 高等女学校規定による学校として認可され、札幌静修高等女学校へ校名変更。
- 1948年（昭和23年）- 学制改革により新制高等学校となり、札幌静修高等学校へ校名変更[1]。
- 1992年（平成年）- 創立70周年を迎える。道内では初となる国際科を設置[1]。
- 1999年（平成11年）- 普通科に特進コースを新設、特進コースと国際科を男女共学化[1]。
- 2000年（平成12年）- 全学科を男女共学化[1]。
- 2002年（平成14年）- 創立80周年を迎える[1]。
- 2011年（平成23年）- 国際科をユニバーサル科へ改称[1]。
- 2012年（平成24年）- 創立90周年を迎える。記念事業として自習室を設置[1]。
- 2021年（令和3年） - 株式会社マイファーム代表取締役の西辻一真[3]が理事長に就任。
- 2022年（令和4年）- 創立100周年を迎える[1]。これを記念して制服にブレザーを追加し、「男女で選べる制服制度」を設け、LGBT対応を行った[4]。
- 2023年（令和5年）- 通信制課程[5]を新設[1]。
- 2024年（令和6年）- 新体育館が完成[1]。
- 2025年（令和7年）- 生徒数が1,000名を超え、新校舎建築に向けてのプロジェクトを開始。

## 教育課程
- 全日制課程
  - 普通科
    - 特進コース
    - 総合コース - 2学年から文系・理系と総合進学に分かれる

  - ユニバーサル科（旧「国際科」）
    - ユニバーサルコース
- 通信制課程
  - アグリコース
  - ホームクラフトコース
  - 学習支援コース

## 制服
制服は以下の通り。
- 女子制服は、セーラー服、またはブレザーとスカート（スラックスも選択可）[4]。
  - セーラー服は女子校時代からのもので、冬服は紺色、夏服は襟とスカートが紺色でブラウスは白。夏冬ともリボン型スカーフは紺色。襟の白2本線が太さの異なる「親子線」であること、袖口のカフスと線がないことが特徴[4]。
- 男子制服は、ブレザーとスラックス[4]。

男女共学化の際に、男女ともブレザーを採用する方向で進められていたが、在校生やOGの猛反対による署名運動を受け、男子のみブレザーを採用し、女子は旧来からのセーラー服が残された。
その後、創立100周年記念事業として、男子制服にデザインを合わせた女子ブレザー制服が追加されたが、旧来からのセーラー服も残され、両方とも「正装」という扱いとされた。またニットベストや盛夏服のポロシャツなど多様なオプションも揃えられている。

## 交通アクセス
- 札幌市電山鼻線「静修学園前停留場」すぐ[6]

## 著名な出身者
- 赤澤ムック（劇作家、女優）
- 後藤沙織 (声優、ラジオパーソナリティー)
- 寺久保エレナ（サクソフォニスト）
- 広田レオナ（女優）
- 杜このみ（演歌歌手）
- 舞衣子（ZONEのベーシスト、MARIAのボーカリスト）
- 安田優子（タレント）
- YOSHI（タレント、マジシャン、MC、札幌観光大使）